# Docrates Cancersjukhus
Docrates Cancersjukhus i Helsingfors  är det första och för tillfället det enda privata sjukhuset i Norden, som är specialiserat på diagnostik, behandling och uppföljning av cancersjukdomar. Dess verksamhet kompletterar den offentliga hälsovården. Docrates Oy Ab grundades år 2006. Sjukhuset började sin verksamhet hösten 2007 i lokaler vid Eira sjukhus. Docrates Cancersjukhus flyttade 2009 till Busholmen i egna lokaler. Serviceutbudet omfattar i dag bl.a. diagnostik, läkemedelsbehandling, strålbehandling samt isotopbehandlingar. Vid Docrates Cancersjukhus finns även en vårdavdelning och en friskvårdsenhet. Canceroperationer utförs på sjukhus som Docrates samarbetar med.
Docrates har deltagit i ett flertal kliniska undersökningar och samarbetar med forskare världen över.
Fastigheten Utterhällsstranden 2 där sjukhuset och dess samarbetsföretag verkar är beläget på Busholmen i Västra hamnen som byggs ut till ett nytt bostads- och arbetsplatsområde under åren 2009-2025.

## Grundare, ägare och utveckling
Docrates AB grundades 2006 av fysikern Pekka Aalto, läkaren Timo Joensuu och fysikern Harri Puurunen.
Under sin tid som företagare och VD för Dosetek – senare Varian Medical Systems Finland, utvecklade Pekka Aalto datoriserade dosplaneringssystem. Timo Joensuu är docent i klinisk onkologi vid Helsingfors universitet och specialist i cancersjukdomar och strålbehandling. Han var i början sjukhusets ledande överläkare. Denna befattning övertogs 2014 av Tom Wiklund specialistläkare i cancersjukdomar och strålbehandling. Harri Puurunen hade arbetat som fysiker i Pekka Aaltos företag Dosetek samt som finansexpert inom den offentliga sektorn och teknologidirektör vid Tekes. Puurunen var VD för Docrates 2006–2010 och 2011–2012, och är nu ekonomichef sedan 2012. VD 2010–2011 var Marco Hautalahti. Siv Schalin blev VD år 2012. Hon var tidigare VD för GE Healthcare Finland. År 2017 började Ilpo Tolonen som VD på Cancersjukhus. Han var tidigare VD i MSD Finland och Baltisk.
Docrates läkare är ledande överläkare Tom Wiklund, överläkare i strålbehandling Timo Joensuu, överläkare i läkemedelsbehandling Tuomo Alanko, överläkaren i nukleärmedicin Kalevi Kairemo,  överläkare i urologi Martti Ala-Opas och överläkare i radiologi Merja Raade. Därtill arbetar ett trettiotal specialister inom cancervård deltid hos Docrates.
Vid sidan av privata ägare blev Aava Terveyspalvelut Oy (tidigare Helsingin lääkärikeskus) den största ägaren år 2008.
Docrates sysselsätter för tillfället drygt 50 fast anställda personer. Antalet patientbesök är cirka 17 000 per år. En dryg femtedel av patienterna är internationella och de kommer från över 50 olika länder. De flesta utländska patienterna kommer från Ryssland, Skandinavien och de baltiska länderna.

## Nya vårdsmetoder
Onkologen Timo Joensuu arbetade 15 år vid Helsingfors universitetscentralsjukhus (HUCS) klinik för cancersjukdomar. Joensuu tog i bruk intensitetsmodulerad strålbehandling (IMRT) som den första i Norden. Som en vidareutveckling av IMRT och den stereotaktiska strålbehandlingen, har man i Finland utvecklat Rapid Arc–tekniken: stråldosen som riktas mot målvävnaden så att dosen blir så hög som möjligt medan bestrålningen av kringliggande frisk vävnad blir så liten som möjligt, vilket förbättrar utsikterna för tillfrisknande och minskar biverkningar.
En av de nyaste metoder inom strålbehandling av cancer är HDR (High Dose Rate)-brakyterapi. Tidigare användes LDR (Low Dose Rate)-brakyterapi med lägre bestrålningsdos. Martti Ala-Opas, överläkare i urologi hos Docrates, var den första i Finland som implementerade LDR-brakyterapi för prostatacancer. Docrates Cancersjukhus har utfört flest HDR-behandlingar i Finland. Genom de moderna nya metoderna kan behandlingens potentiella biverkningar minimeras trots att tumören får en större strålningsdos än tidigare.